# Byron (Wyoming)
Pour les articles homonymes, voir Byron.
Byron est une municipalité américaine située dans le comté de Big Horn au Wyoming.
Lors du recensement de 2010, sa population est de 593 habitants. La municipalité s'étend sur 0,95 milles carrés (2,46 km2), dont environ 0,05 milles carrés (0,13 km2) d'étendues d'eau.